# イーヴリン・ド・モーガン
イーヴリン・ド・モーガン（Evelyn De Morgan, 1855年8月30日 – 1919年5月2日）は、イギリスのラファエル前派の画家。

## 経歴
旧姓はイーヴリン・ピカリング（Evelyn Pickering）。両親ともに上位中流階級の出で、父パーシヴァル・ピカリングQC（勅選弁護士）はポンテフラクトの刑事法院臨時裁判官。母アンナ・マリア・ウィルヘルミナ・スペンサー・スタンホープは美術家ジョン・ロダム・スペンサー・スタンホープの姉妹で、ノーフォークのレスター伯トーマス・コークの子孫にあたる。
15歳の時、ホームスクーリングでスケッチのレッスンを受けはじめた。17歳の誕生日の朝、イーヴリンは日記にこう記している。「芸術は永遠、でも人生は短い……」。「今それを埋め合わせしよう。私には無駄な時間はない」。イーヴリンは美術学校に行かせてもらえるよう、両親を説得しだした。両親は最初それを拒んだが、1873年、ようやく許しを得て、イーヴリンはスレイド美術学校に入学することができた。叔父ジョン・ロダム・スペンサー・スタンホープも画家で、イーヴリンに多大な影響を与えた。イーヴリンは叔父の住んでいたフィレンツェをたびたび訪れたが、そこでルネサンスの巨匠たちを研究することもできた。ことにイーヴリンが愛したのはサンドロ・ボッティチェッリだった。その影響でイーヴリンはスレイド美術学校が好む古典的なテーマから離れ、彼女独自のスタイルを作ることになった。
1887年に、イーヴリンは陶芸家のウィリアム・ド・モーガン（William De Morgan）と結婚し、ロンドンで暮らした。1917年に夫が先立ち、その2年後の1919年5月2日、イーヴリンはロンドンで亡くなった。遺体はサリー州ウォキング近郊のブロックウッド墓地に葬られた。

## ギャラリー

『夜と眠り』1878年
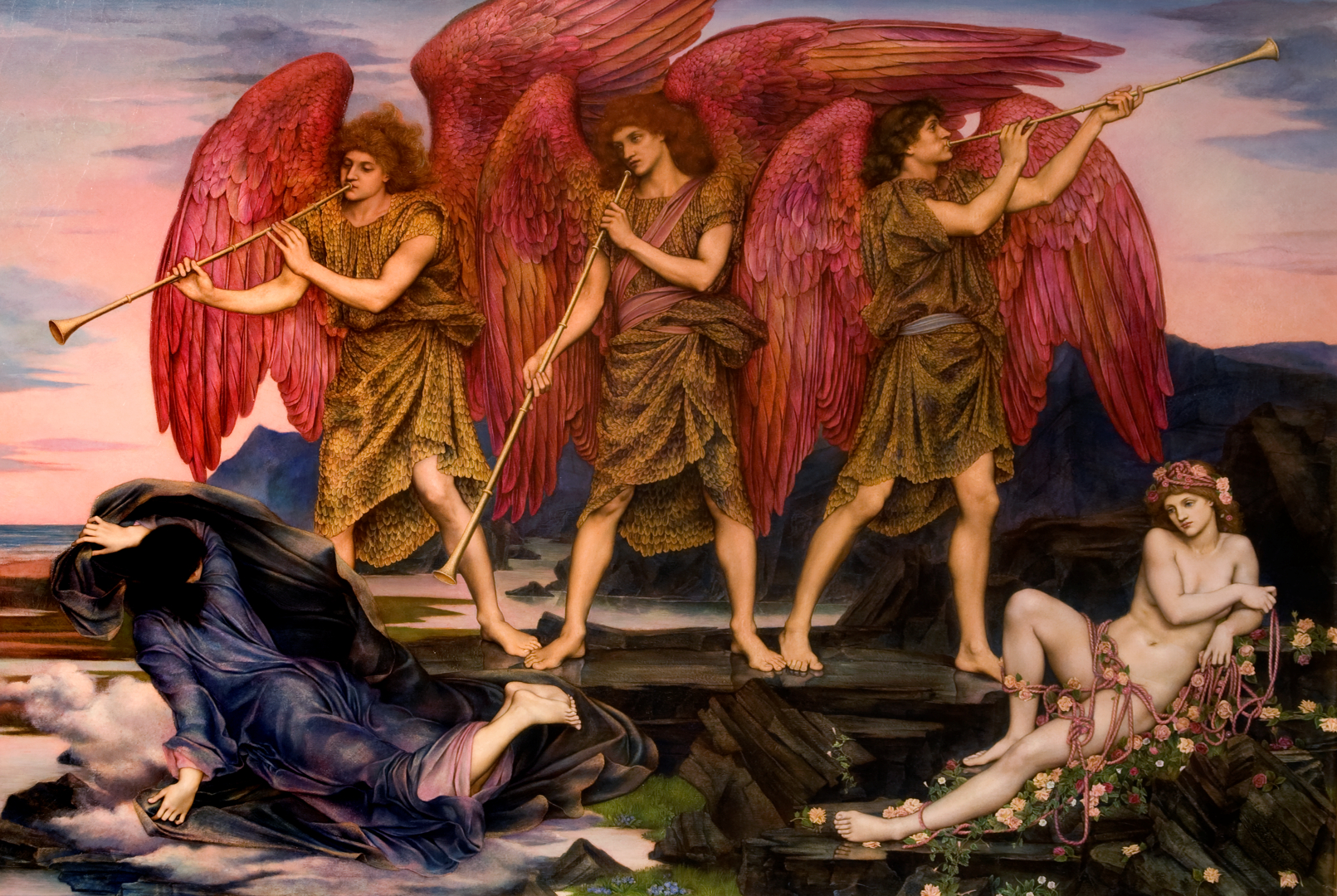
『アウロラの勝利』1877年–1878年
『海の乙女たち』1885年-1886年
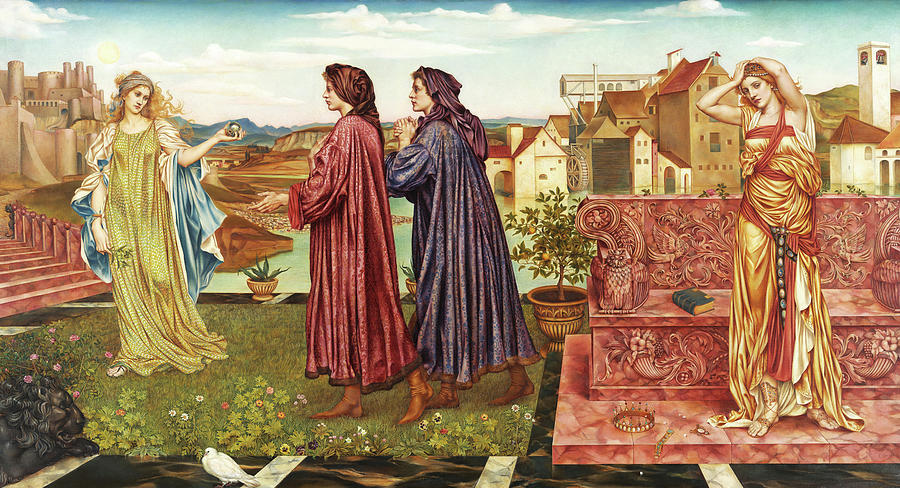
『機会の庭』1892年
『執着』1897年
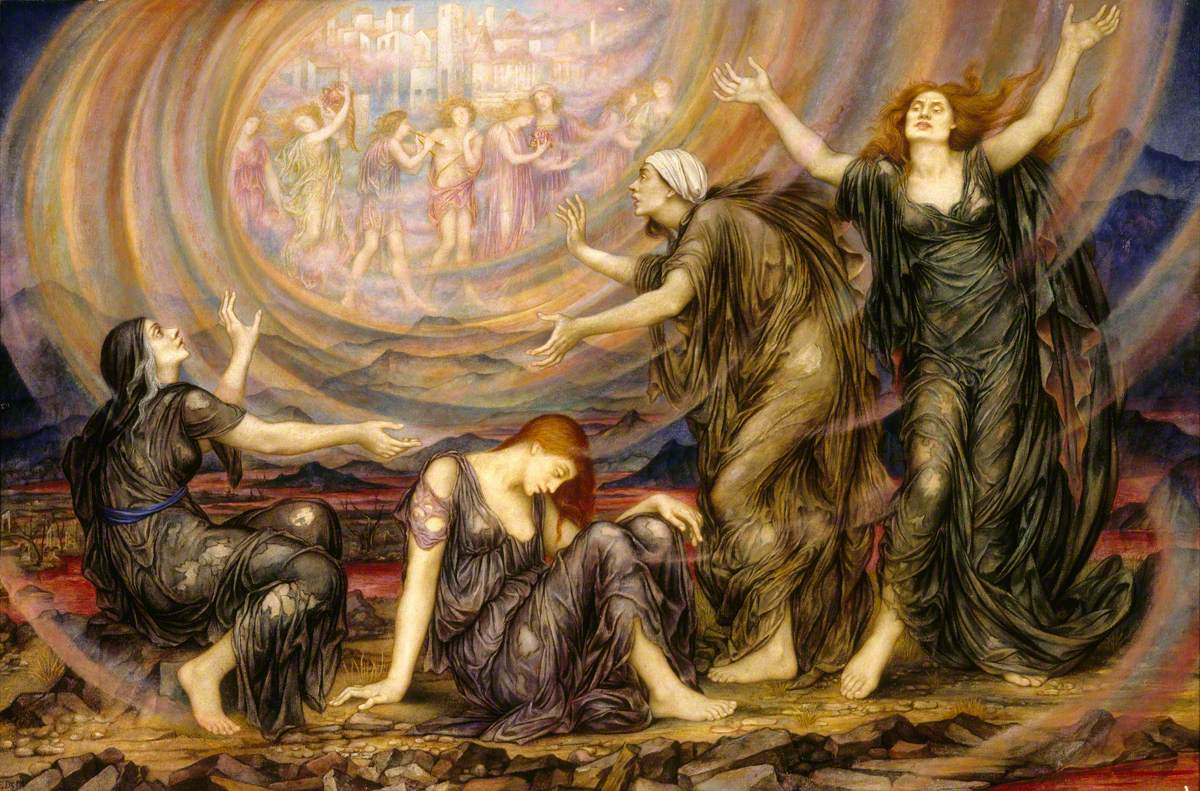
『悲嘆者たち』1910年-1916年

『カドモスとハルモニア』1877年
『ドライアド』1884年-1885年
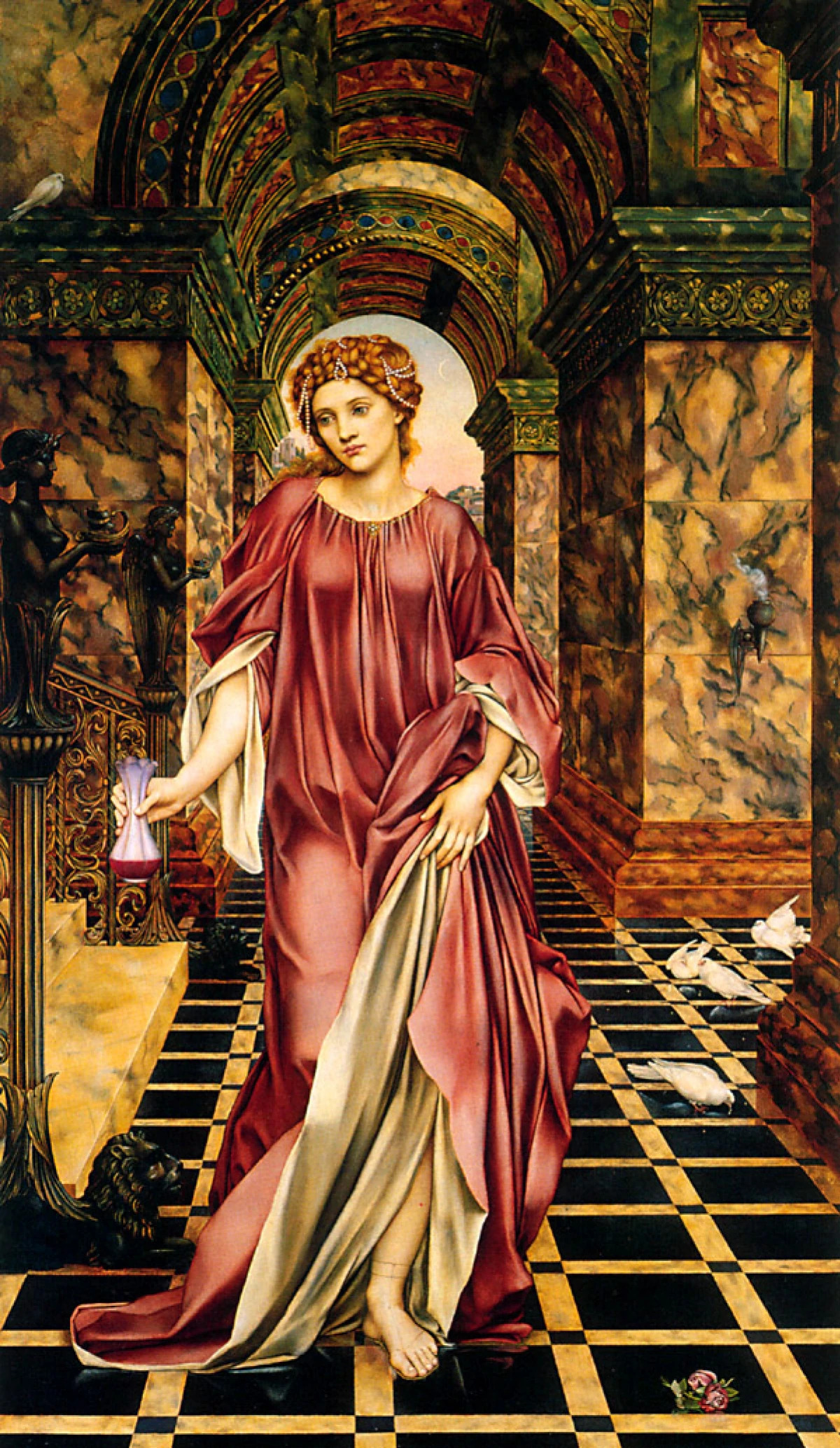
『メディア』1889年
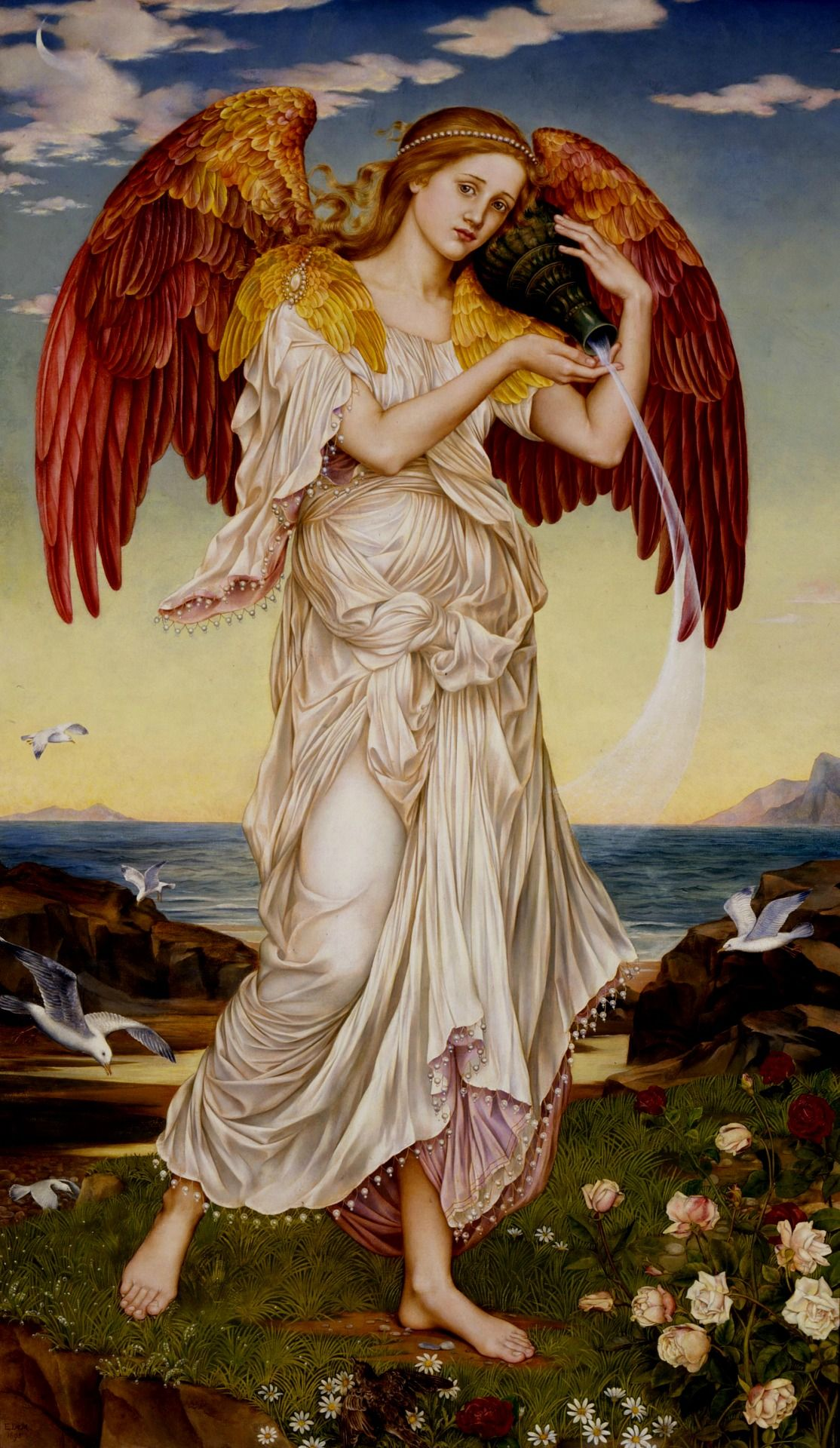
『エオス』1895年
『闇の中の光』1895年
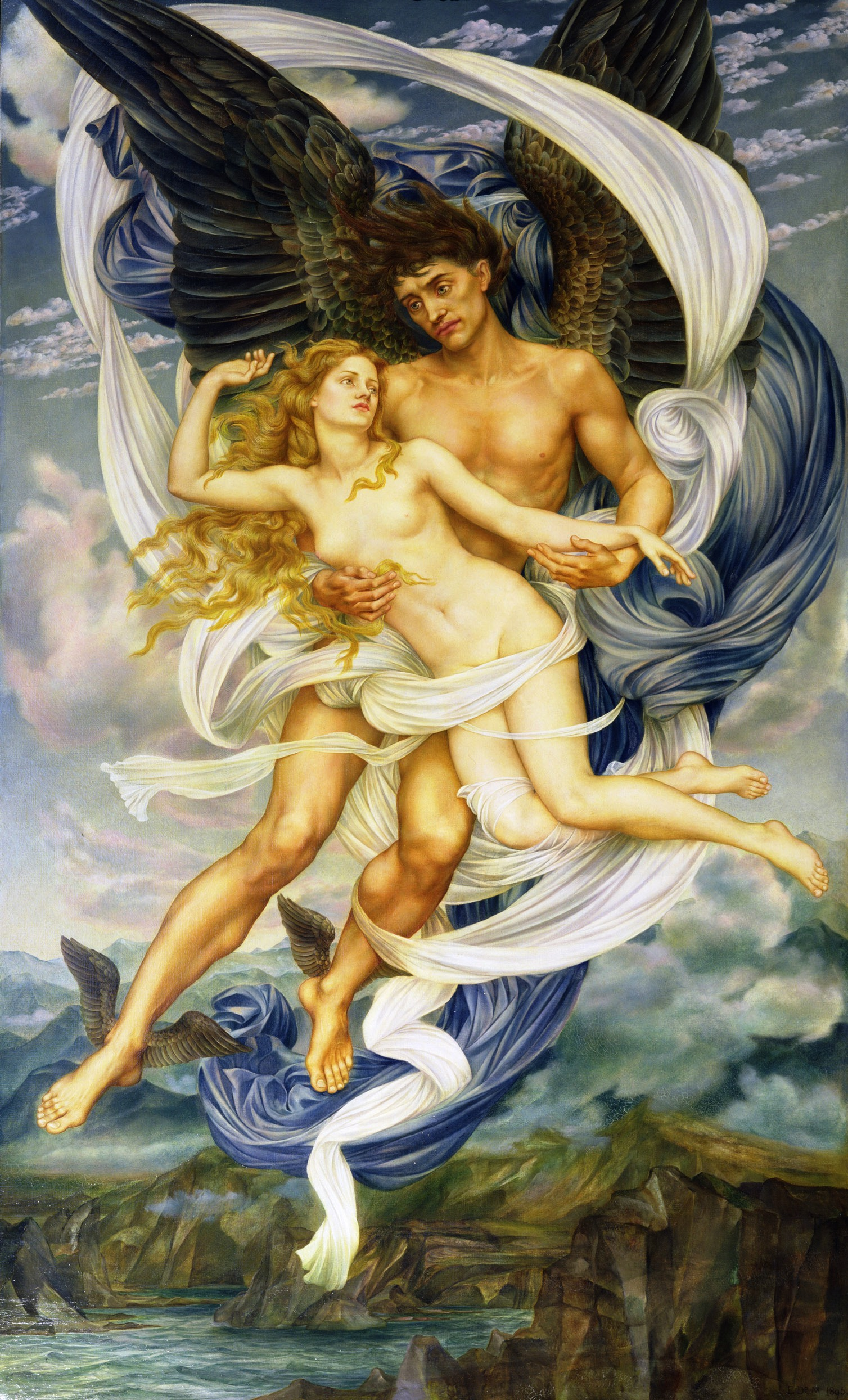
『ボレアスとオレイテュイア』1896年
『カッサンドラ』1898年
『トロイのヘレネ』1898年
『恋の秘薬』1903年
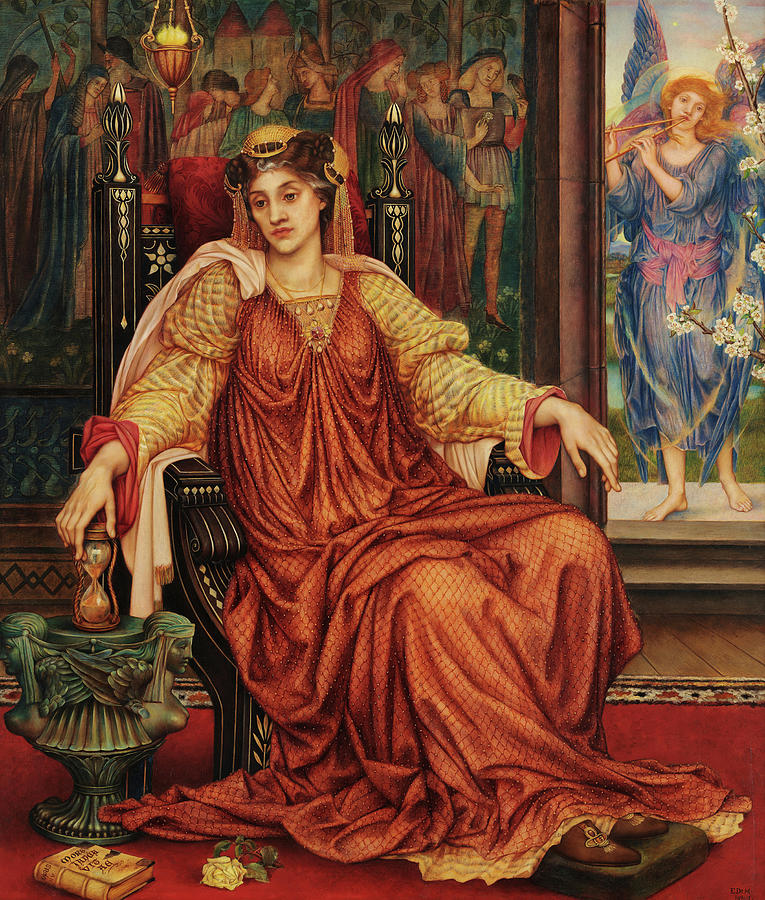
『砂時計』1905年
『SOS』1914年-1916年
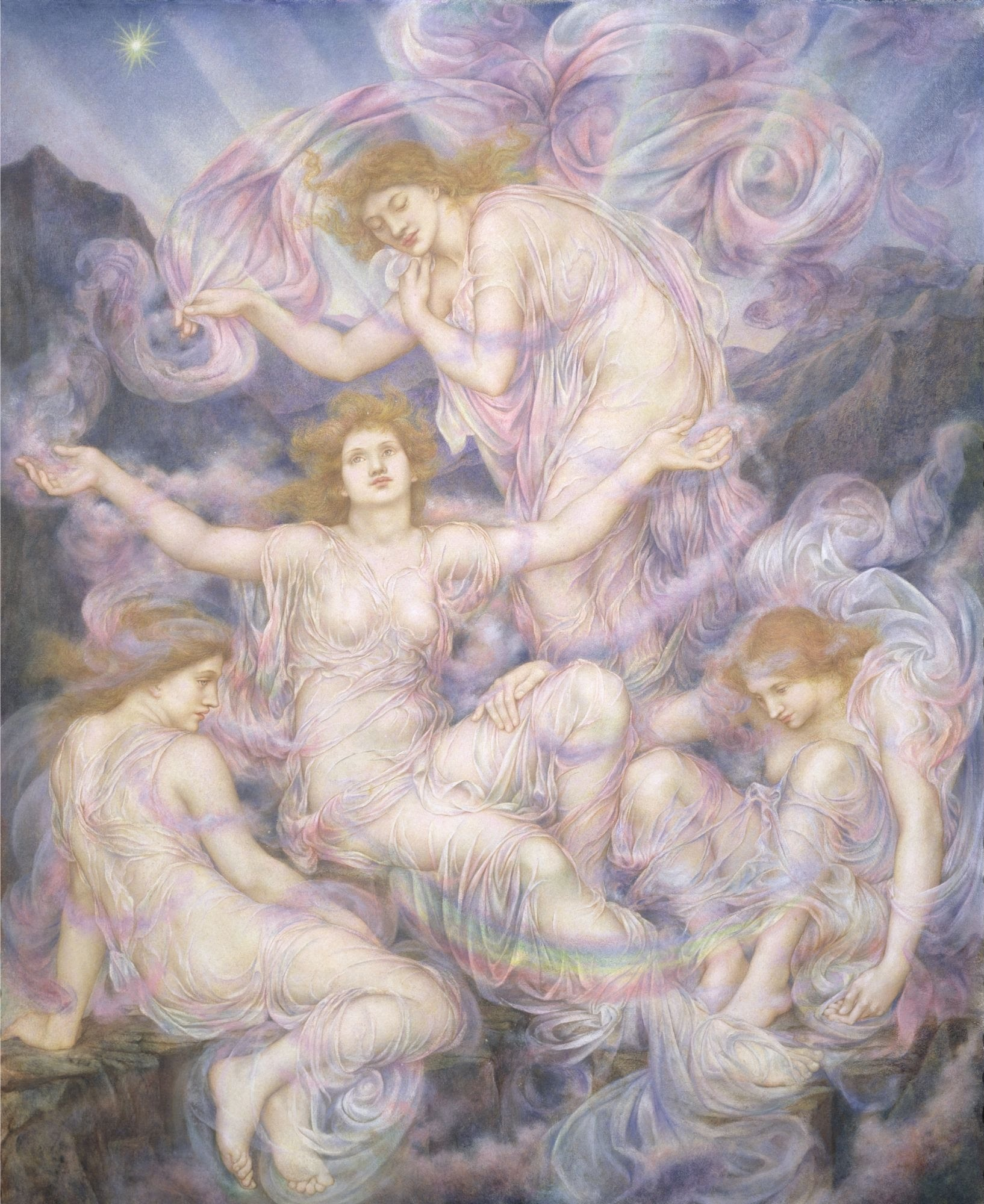
『霧の娘たち』1900年-1919年